# Барбедетт, Пьер Леандр Ипполит
Пьер Леандр Ипполит Барбедетт (фр. Pierre Léandre Hippolyte Barbedette; 17 марта 1827, Пуатье — 1 февраля 1901, Париж) — французский политик, композитор и музыкальный критик. В качестве политика известен, в основном, как Пьер Барбедетт, в качестве критика — как Ипполит Барбедетт.
Юрист по образованию, занимал должность государственного прокурора в городе Ла-Рошель, затем был там же судьёй. Вышел в отставку в 1870 году.
В 1878 году был избран в Парламент Франции от департамента Приморская Шаранта (на внеочередных выборах в связи с болезнью предыдущего депутата), переизбран на очередных выборах 1881 года. Примыкал к левоцентристской фракции Республиканский союз. В 1885 году был избран от того же департамента в Сенат Франции и сохранял кресло сенатора до конца жизни (в январе 1894 года он потерпел поражение на выборах, но уже в сентябре при перевыборах вернулся в Сенат).
Одновременно Барбедетт выступал как музыкальный критик в различных изданиях, в том числе в журнале Le Ménestrel. Опубликовал очерки жизни и творчества Людвига ван Бетховена (1859), Фридерика Шопена (1861), Карла Марии Вебера (1862), Франца Шуберта (1865), Феликса Мендельсона (1868), Стефана Геллера (1876, английский перевод 1877) — все они неоднократно переиздавались. Барбедетту также принадлежит около 200 музыкальных произведений — в их числе скрипичные и виолончельные сонаты, многочисленная фортепианная музыка.
Барбедетту посвящена фортепианная соната № 4 Стефана Геллера (1877).